# اچ‌ام‌اس ونجنس (اس۳۱)
اچ‌ام‌اس ونجنس (اس۳۱) (به انگلیسی: HMS Vengeance (S31)) یک زیردریایی بود که طول آن ۱۴۹٫۹ متر (۴۹۱ فوت ۱۰ اینچ) بود. این زیردریایی در سال ۱۹۹۸ ساخته شد.